# Nothobranchius taeniopygus
Nothobranchius taeniopygus é uma espécie de peixe da família Aplocheilidae.
Pode ser encontrada nos seguintes países: Burundi, Quénia, Tanzânia e Uganda.
Os seus habitats naturais são: rios, rios intermitentes, pântanos, lagos de água doce, lagos intermitentes de água doce, marismas de água doce, marismas intermitentes de água doce e deltas interiores.
Está ameaçada por perda de habitat.